# Let 'Em In
 (mai 2020).
Si vous disposez d'ouvrages ou d'articles de référence ou si vous connaissez des sites web de qualité traitant du thème abordé ici, merci de compléter l'article en donnant les références utiles à sa vérifiabilité et en les liant à la section « Notes et références ».
Singles de Paul McCartney et les Wings
Silly Love Songs
(1976) Maybe I'm Amazed (live)
(1977)
Pistes de Wings at the Speed of Sound
The Note You Never Wrote
Let 'Em In est une chanson du groupe britannique Wings. Elle ouvre l'album Wings at the Speed of Sound paru en mars 1976 et fait l'objet d'un single au mois de juillet suivant. Elle est écrite et chantée par Paul McCartney et a atteint la deuxième place des charts au Royaume-Uni, la troisième aux États-Unis, ainsi qu'au Canada pendant trois semaines.
Le single a été certifié Or par la Recording Industry Association of America pour des ventes de plus d'un million d'exemplaires. Une démo de la chanson, avec le guitariste des Wings Denny Laine en chanteur principal, est incluse en tant que morceau bonus sur la réédition Archive Collection de Wings at the Speed of Sound.

## Analyse musicale
La chanson commence avec le son d'un vibraphone, sonnant les huit premières notes des Westminster Quarters, avant que le rythme ne commence. 
Elle tranche par sa simplicité, contrairement aux chansons ouvrant les albums précédents du groupe, Band on the Run (1973) et Venus and Mars (1975). Paul McCartney y invite à laisser entrer des personnes frappant à sa porte et mentionne le nom de chacune d'entre elles. Ce sont principalement de véritables amis ou membres de sa famille : 
- sœur Suzy : la femme de Paul et membre des Wings Linda McCartney, qui sortira le single Seaside Woman sous le pseudonyme Suzy and the Red Stripes (en vérité Linda et les Wings) ;
- son beau-frère John, le frère de Linda ;
- Martin Luther King ;
- Phil et Don Everly (connus sous le nom de Everly Brothers)[1] ;
- son petit frère Michael, musicien connu sous le pseudonyme de Mike McGear ;
- sa tante paternelle Gin et son fils Ian (mentionné comme l'oncle Ian) ;
- l'oncle Ernie est une référence au personnage joué par son ami et ancien Beatle Ringo Starr dans l'opéra rock Tommy, des Who.

Let 'Em In a la particularité de terminer sur un faux fondu sonore, qui, pour les deux dernières notes de la chanson, redevient fort soudainement.

## Personnel
- Paul McCartney – chant, piano, chœurs
- Jimmy McCulloch – basse
- Denny Laine – chœurs, caisse claire militaire
- Joe English – batterie
- Linda McCartney – chœurs
- Howie Casey, Thaddeus Richard, Grégoire Adnet, Tony Dorsey – flutes, cuivres
- musicien non identifié - vibraphone (début de la chanson)

## Sortie
La chanson sort dans le monde entier en tant que single 7", sauf en France où elle est publiée en tant que single 12" (le tout premier) avec les deux faces étiquetées "Special Disco Mix". 
Elle est présente sur les album de compilations des Wings Wings Greatest (1978), Wingspan: Hits and History (2001) mais également de Paul McCartney All the Best! (1987) et Pure McCartney (2016).
Le single (simple : 45 tours) atteint la deuxième place des charts (classements) britanniques et la troisième aux États-Unis. Dans ce même pays, il atteint la tête du classement Easy Listening. L'année suivante, Billy Paul en publie une reprise qui se classe n°26 au Royaume-Uni.

## Liste des chansons
7" single (R 6015)
1. "Let 'Em In" – 5:08
2. "Beware My Love" – 6:05

12" single (2C 052-98.062 y) (sorti uniquement en France)
1. "Let 'Em In" (Special Disco Mix) – 5:08
2. "Beware My Love" (Special Disco Mix) – 6:05

## Reprises
La chanson a été reprise en 1977 par Billy Paul, remplaçant une liste de personnalités afro-américaines notables telles que Malcolm X et Louis Armstrong à la place des personnes nommées dans la version originale. Cette reprise a atteint la 91ème place du classement américain Billboard Soul et la 26ème place des charts britanniques.